# Itatiaya
Itatiaya là một chi nhện trong họ Zoropsidae. Chí này gồm 8 loài, tất cả đều được tìm thấy ở Brazil.

## Các loài
- Itatiaya apipema Polotow & Brescovit, 2006
- Itatiaya iuba Polotow & Brescovit, 2006
- Itatiaya modesta Mello-Leitão, 1915
- Itatiaya pucupucu Polotow & Brescovit, 2006
- Itatiaya pykyyra Polotow & Brescovit, 2006
- Itatiaya tacamby Polotow & Brescovit, 2006
- Itatiaya tubixaba Polotow & Brescovit, 2006
- Itatiaya ywyty Polotow & Brescovit, 2006